# EXTL2
EXTL2‏ (Exostosin like glycosyltransferase 2) هوَ بروتين يُشَفر بواسطة جين EXTL2 في الإنسان.